# 柔毛剪股颖
柔毛剪股颖（学名：Agrostis eriolepis）为禾本科剪股颖属下的一个种。